# Крашевский, Иосиф Даниил Антоний
Ио́сиф Дании́л Анто́ний Краше́вский (Kraszewski, умер в 1758 году) — витебский аббат.
Историк ордена норбертанцев, написал: «Zycie swiętych i w nadziei świątliwości zeszłych sług Boskich zakonu Premonstateńskiego» (Варшава, 1752) на основании архивных материалов, важных для истории польской церкви. Другие его труды: «О wsprowadzeniu i rozszerzeniu się zakonu Premenstrateńskiego w Polsce», «Prawa и wolności opactwa и Konwentu witowskiego» и др.